# Василечко Володимир Орестович
Володи́мир Оре́стович Василе́чко (нар. 4 січня 1957, с. Міженець Старосамбірський район Львівська область) — український хімік-аналітик, кандидат хімічних наук (1989), старший науковий співробітник (1991).

## Життєпис
Закінчив хімічний факультет львівського державного університету імені Івана Франка (1979), аспірантуру (1985).
Працює на кафедрі аналітичної хімії. У 1979-1984 — інженер, 1984-1989 — молодший, 1989-1990 — науковий, 1990-1992 — старший науковий співробітник, від 1992 — провідний науковий співробітник кафедри аналітичної хімії Львівського університету.
Наукові інтереси у сфері хемілюмінесцентного аналізу, методу твердофазової екстракції, аналітичного контролю об'єктів довкілля.
Упродовж багатьох років був науковим керівником та відповідальним виконавцем госпдоговірних та держбюджетних тем, в яких проводились роботи по розробці методик аналізу реакторних вод АЕС, природних та стічних вод Західного регіону України. Стажувався в інституті екологічних досліджень Університету Коннектикуту (США), за результати якого видав курс лекцій «Аналітичний контроль відходів виробництв та їх очистки».

## Науковий доробок
Автор і співавтор близько 90 наукових праць, зокрема:
- Дослідження корозії нержавіючих сталей хемілюмінесцентним методом (Доп. НАН України. 1996. № 3, у співавторстві)
- Badania nad przydatnoscia zacarpackiego klinoptylolitu do adsorpcij chloroformu z roztworow wodnych (Ochrona środowiska. 1998. № 3(70), у співавторстві).
- Способ определения борной кислоты (А. С. СССР № 1043532, кл. G 01№ 21/76, 1983).
- Adsorbtion of Cadmium on Transcarpation Clinoptilolite (Adsorption Science and Technology. 2000. Vol. 18. N 7, у співавторстві).